# 張秀蓮
張秀蓮（英語：Susan Chang; 1948年9月22日—），澎湖縣人，台灣財經官員及銀行家。

## 學習
- 1967年考上國立臺灣大學經濟系，成績優異，連續拿下六次書卷獎。
- 1971年進入國立臺灣大學經濟研究所，獲得碩士學位。

## 經歷
- 行政院金融監督管理委員會常務副主任委員。
- 中華民國財政部常務次長、國庫署署長、金融局副局長、金融司副司長。
- 行政院經濟建設委員會經濟研究處副處長。
- 自2008年7月14日出任臺灣銀行董事長，及臺灣金融控股公司董事長。

## 家庭
張秀蓮家中共有十一位小孩，她排行第九。父親在澎湖白沙鄉行醫，母親在她小學三年級時病逝，因與繼母相處不和，小學時就去投靠在高雄當律師的大哥，轉學到高雄前津國小就讀。
畢業後第二年的1972年11月11日與台大經濟系同班同學阮登發（後來做到工商時報總編輯）結婚，二人共生了3個女兒及最後1個兒子，孩子最大與最小相差11歲。

## 外部連結
- 臺灣銀行董事長 （页面存档备份，存于）
- 天下雜誌 台灣銀行首位女董事長張秀蓮
- 張秀蓮再忙 也要當個好母親
- 張秀蓮：孩子是我最大的投資